# Der Prozeß der Jeanne d’Arc
Der Prozeß der Jeanne d’Arc (Originaltitel: Le procès de  Jeanne d’Arc) ist ein französischer Film aus dem Jahre 1962. Regie führte Robert Bresson, der sich, wie es der Titel sagt, in seinem Film auf die Darstellung des im Jahre 1431 in Rouen stattgefundenen Inquisitionsprozesses gegen Jeanne d’Arc beschränkt. Einzelne Details der Vorgeschichte kommen in den Befragungen Jeannes zur Sprache, szenisch dargestellt werden sie aber nicht.

## Handlung
Prolog: In einer Kirche wird Jeannes Mutter zu einem Geistlichen geführt, dem sie ihr Schreiben mit der Bitte um Rehabilitation ihrer Tochter vorliest.
Am Ende des Vorspanns: Rolltitel, auf denen Bresson die Intention seines Films darlegt.
„Jeanne d’Arc starb am 30. Mai 1431.
Sie bekam keine Grabstätte, und wir haben kein Porträt von ihr. Aber uns bleibt Besseres als ein Porträt: Ihre Worte vor den Richtern von Rouen.
Ich habe die Protokolle in ihrem authentischen Wortlaut und die Urkunden des Inquisitionsprozesses verwendet. Für die letzten Momente bin ich von den Aussagen und Zeugnissen des Rehabilitationsprozess 25 Jahre später ausgegangen.
Als der Film beginnt, ist Jeanne bereits seit mehreren Monaten in einer Kammer des Schlosses von Rouen eingesperrt.
Sie war von französischen Soldaten der gegnerischen Seite vor Compiègne gefangen genommen und dann teuer an die Engländer verkauft worden (wir wissen, welche Interessen dabei auf dem Spiel standen).
Sie erscheint vor einem Tribunal, dessen Richter fast alle Mitglieder der pro-englischen Universität von Paris sind und dessen Vorsitz Bischof Cauchon innehat.“
Ohne einem Schematismus zu folgen, wechseln im Film Szenen, in denen Jeanne d’Arc von Bischof Cauchon und anderen kirchlichen Würdenträgern befragt wird, mit solchen, in denen der Fortgang des Prozesses deutlich wird.
Auch wenn der Film deutlich macht, dass die Repräsentanten Englands das Urteil von Anfang an vorgegeben haben – „sie muss verbrannt werden!“ –, widmet sich Bresson in den ausgewählten Protokolltexten fast ausschließlich dem Thema, dass die Kirche Jeanne d’Arc Ketzerei nachweisen will.
Es wird angezweifelt, dass sie Jungfrau ist – es findet eine gynäkologische Untersuchung statt: „Die Untersuchung bewies ihre Reinheit.“ Man will sie zwingen, Frauenkleider zu tragen, nur dann dürfe sie an einer Messe teilnehmen – sie verweigert es. Die Bedingungen ihrer Haft werden verschärft, auch die Befragungen finden jetzt nicht mehr im Tribunalsaal, sondern in ihrer Kammer statt – Jeanne hält an ihrem Glauben fest.
Als schon der Scheiterhaufen aufgebaut ist, wird sie ein letztes Mal gefragt: „Unterwerfen Sie sich der Kirche?“ Und jetzt, in ihrer Not, widerruft Jeanne. – Kaum zurück in ihrer Kammer, bereut sie es, die Stimmen der Heiligen, auf die sie sich immer berufen hatte, hätten wieder zu ihr gesprochen: „Es war ein Fehler abzuschwören.“ – Jeanne wird aus ihrer Kammer geholt, zum Scheiterhaufen geführt, verbrannt.

## Kritik
„Bresson verzichtet auf eine herkömmliche filmische Dramatisierung und pflegt stattdessen einen asketischen Stil in Text und Bild. Dabei wird die spirituelle, über die eigentliche Historizität der Ereignisse hinausweisende Dimension des Geschehens deutlich: es geht um den christlichen Glauben und seine authentische Verwirklichung in der Welt.“

## Auszeichnungen
Bei den Internationalen Filmfestspielen von Cannes 1962 erhielt der Film, wie ebenso Michelangelo Antonionis Liebe 1962, einen Sonderpreis der Jury.

## DVD
The Trial of Joan of Arc. Artificial Eye 2005. Französische Originalfassung, wahlweise mit deutschen Untertiteln. Enthält außerdem umfangreiches Bonusmaterial, u. a. zwei Interviews mit Robert Bresson aus dem Jahr 1962 sowie einen Film aus dem Jahr 2001 mit Florence Delay, in dem sie damalige Drehorte aufsucht und die Dreharbeiten beschreibt.